# 石排灣邨
石排灣邨（英語：Shek Pai Wan Estate）是香港房屋委員會轄下的公共屋邨之一，重建項目編號為HK25RR，位於香港南區香港仔石排灣，由香港房屋委員會負責屋邨管理。

## 歷史及簡介

### 舊石排灣邨

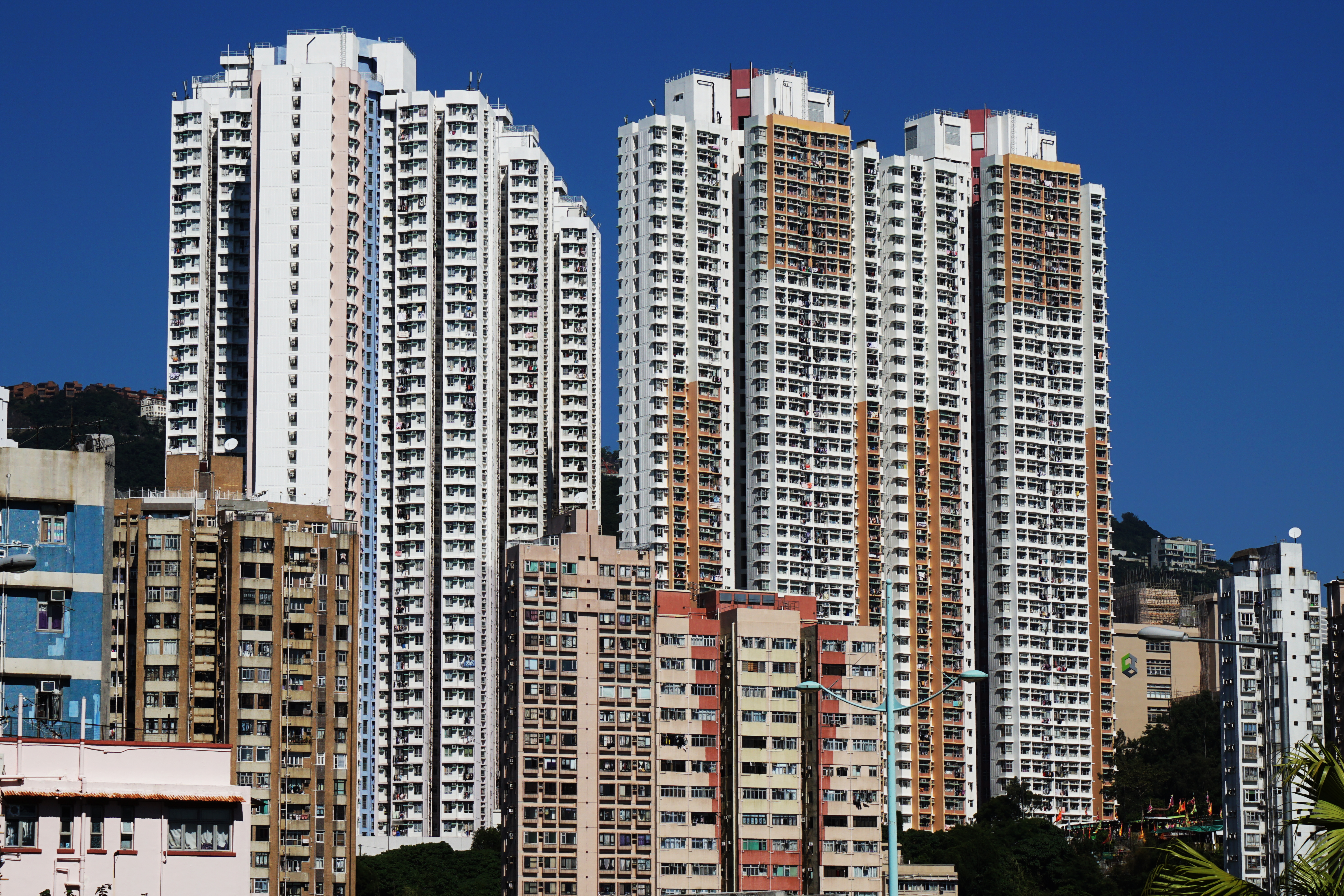
石排灣邨樓宇（2016年11月）

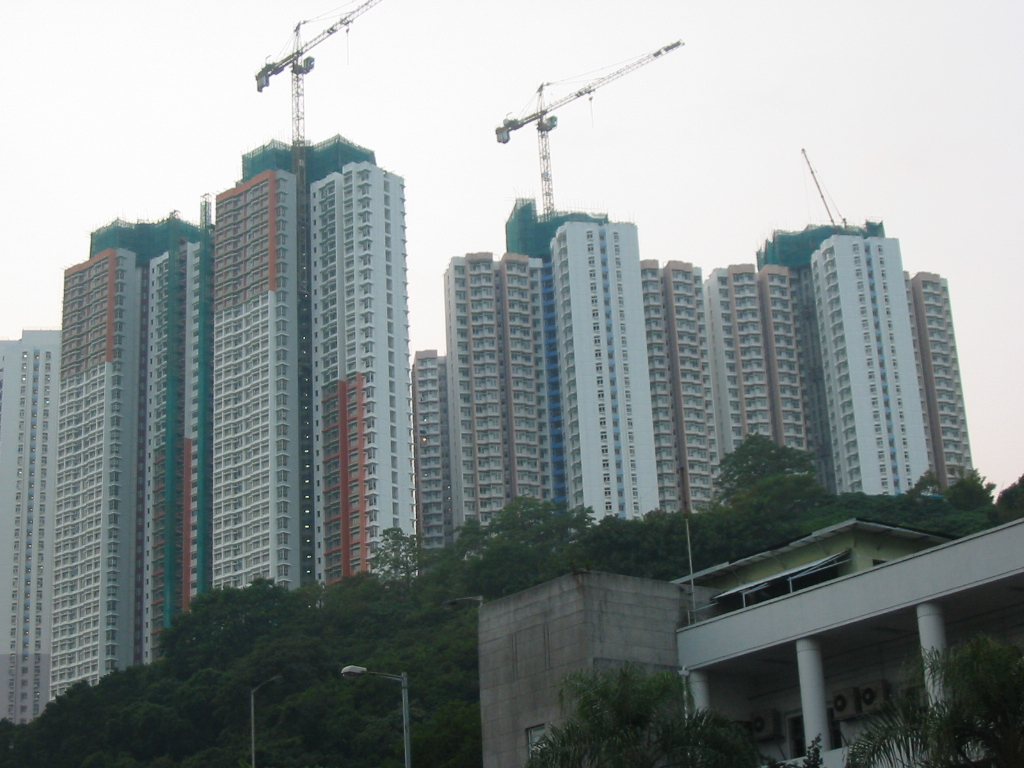
重建期間的石排灣邨樓宇（2006年10月）

重建前的石排灣邨為一徙置屋邨，位於香港仔石排灣漁光道，於1964年籌劃興建，1965年1月動工興建首幢樓宇，於1966年至1968年建成，主要用作安置涌尾的艇戶，以騰出水域作填海之用。全邨擁有7幢第4型徙廈，第1-5座樓高16層，設有升降機；第6及第7座樓高7層，不設升降機。當中第2座於1985年被列入「26座問題公屋」名單當中，於1988年率先清拆並改建為臨時公園，其餘6座的樓宇就根據整體重建計劃於1999年清拆，進行一次過的整體重建。
在1967年10月26日，徙置事務處於第6座舉行了一個慶祝典禮，紀念接受徙置居民達100萬人，並為此邨進行官方揭幕式，儀式由港督戴麟趾主持，而各徙置區街坊代表，以及全港第一位徙置區居民劉宗義亦有份觀禮。當中，第100萬名徙置區居民、時年6歲的馮桂珍，在典禮上代表其一家從港督手上接收單位門匙。
邨內設有一個7人石地足球場，兩個標準籃球場（位於第3座與第4座之間及第5座）以及一個只得半場的籃球場（在第4座，主要供小學使用，但亦公開給予市民使用），而足球場在重建時亦得到保留。當時亦有各一間小學相連於第4座及第5座（類似的第四型大廈還有慈雲山邨其中八座，元朗邨3及4座，以及東頭邨22座等20餘座），在第5座設有露天街市。而第3座是唯一一座沒有地下商舖，但在3樓、9樓及13樓容許指定的家庭開辦士多，而第3座是沒有公廁的，其餘的均設有公廁供商舖使用。
隨著房委會的「整體重建計劃」，石排灣邨於1998年6月30日永久封閉，翌年正式清拆重建，不少選擇原區安置的受影響居民遷入田灣邨。另一方面，隨著新石排灣邨落成，黃竹坑邨亦清拆重建，原黃竹坑邨居民於2007年9月29日前全數遷出，不少選擇原區安置的受影響居民均會遷入新石排灣邨。

### 重建
新石排灣邨由房屋署總建築師（2）及周余石建築師事務所聯手設計，共有8座出租公屋大廈，分別名為碧朗、碧月、碧銀、碧輝、碧蔚、碧祿、碧山、碧園樓。邨內設有1個舊邨保留下來的7人石地足球場、一個標準籃球場（位於碧蔚樓後與7人石地足球場對落的山坡之間）、兩個只供小學用的標準籃球場、一個平台、2個羽毛球場及多個遊樂場和兩個露天劇場等。石排灣邨為本港唯一設有靈活性大廈（原先作居屋用途，因「孫九招」改作公屋）及港島區唯一設有新和諧一型大廈的公共屋邨。
新邨內加設一個小型商場、一個停車場及多個社區中心。居民如要買菜，可到隔鄰的漁光道街市。又可到漁光道體育館運動。
新邨項目的名稱為石排灣邨重建計劃，於1999年9月完成設計，造價為約32.5億港元。第一期的承建商為瑞安承建有限公司；第二期原先由德信建築承建，但因施工緩慢及拖欠工人薪金，被房署勒令終止合約而導致爛尾；接手的承建商為興勝創建有限公司。
所有新廈於2005年9月至2007年間分期入伙。

## 屋邨資料

### 現存樓宇
石排灣邨所有樓宇的名稱均以漢字「碧」為開首（碧〇樓），其部首更是石部，以呼應屋邨名稱。
| 樓宇名稱（座號）   | 樓宇類型                                                  | 落成年份 | 層數                  | 每層伙數                                       | 每座單位總數（伙） | 建築師                                   | 承建商                              | 提供升降機的廠商            | 期數 |
| ------------------ | --------------------------------------------------------- | -------- | --------------------- | ---------------------------------------------- | ------------------ | ---------------------------------------- | ----------------------------------- | --------------------------- | ---- |
| 碧朗樓（第1座）    | 新和諧一型 （第二款，特別設計）                           | 2005年   | 40                    | 20（1-18樓，20-25樓） 19（19樓，26-40樓）      | 785                | 房屋署總建築師（2）、 周余石建築師事務所 | 瑞安承建有限公司 （地基為俊和建築） | 富士達 （載重量為1000公斤） | 1    |
| 碧月樓（第2座）    | 新和諧一型 （第二款）                                     | 2005年   | 39                    | 20（1-18樓，20-39樓） 19（19樓）               | 799                | 房屋署總建築師（2）、 周余石建築師事務所 | 瑞安承建有限公司 （地基為俊和建築） | 富士達 （載重量為1000公斤） | 1    |
| 碧銀樓（第3-3A座） | 新和諧一型（第一款，特別設計） 連新和諧附翼大廈五型第二款 | 2005年   | 39（主樓） 34（附翼） | 30（1-18樓，20-34樓） 29（19樓） 19（35-39樓） | 1095               | 房屋署總建築師（2）、 周余石建築師事務所 | 瑞安承建有限公司 （地基為俊和建築） | 富士達 （載重量為1000公斤） | 1    |
| 碧山樓（第4座）    | 新和諧一型（第二款）                                      | 2007年   | 40                    | 20（1-18樓，20-40樓） 19（19樓）               | 799                | 房屋署總建築師（2）、 周余石建築師事務所 | 德信建築 （地基為金門建築）         | 富士達 （載重量為900公斤）  | 2    |
| 碧園樓（第5座）    | 新和諧一型（第二款）                                      | 2007年   | 40                    | 20（1-18樓，20-40樓） 19（19樓）               | 799                | 房屋署總建築師（2）、 周余石建築師事務所 | 德信建築 （地基為金門建築）         | 富士達 （載重量為900公斤）  | 2    |
| 碧蔚樓（第6座）    | 靈活性大廈                                                | 2007年   | 40                    | 10                                             | 400                | 房屋署總建築師（2）、 周余石建築師事務所 | 德信建築 （地基為金門建築）         | 富士達 （載重量為900公斤）  | 2    |
| 碧綠樓（第7座）    | 靈活性大廈                                                | 2007年   | 40                    | 10                                             | 400                | 房屋署總建築師（2）、 周余石建築師事務所 | 德信建築 （地基為金門建築）         | 富士達 （載重量為900公斤）  | 2    |
| 碧輝樓（第8座）    | 小型單位大廈                                              | 2005年   | 9                     | 24                                             | 216                | 房屋署總建築師（2）、 周余石建築師事務所 | 德信建築 （地基為金門建築）         | 富士達                      | 1    |

### 歷代樓宇
| 重建前的石排灣邨 | 重建前的石排灣邨 | 重建前的石排灣邨 | 重建前的石排灣邨 | 重建前的石排灣邨 | 重建前的石排灣邨         | 重建前的石排灣邨 |
| 樓宇座號         | 樓宇類型         | 落成年份         | 拆卸年份         | 承建商           | 重建後原地所屬的樓宇     | 安置屋邨         |
| ---------------- | ---------------- | ---------------- | ---------------- | ---------------- | ------------------------ | ---------------- |
| 第1座            | 第四型徙置大廈   | 1966年           | 1999年           | 德榮建築         | 碧輝樓                   | 田灣邨           |
| 第2座            | 第四型徙置大廈   | 1967年           | 1988年           | 德榮建築         | 香港仔聖伯多祿天主教小學 | 利東邨           |
| 第3座            | 第四型徙置大廈   | 1967年           | 1999年           | 德榮建築         | 香港仔聖伯多祿天主教小學 | 田灣邨           |
| 第4座            | 第四型徙置大廈   | 1967年           | 1999年           | 德榮建築         | 碧蔚樓                   | 田灣邨           |
| 第5座            | 第四型徙置大廈   | 1968年           | 1999年           | 德榮建築         | 碧月樓                   | 田灣邨           |
| 第6座            | 第四型徙置大廈   | 1967年           | 1999年           | 德榮建築         | 碧朗樓 碧綠樓            | 田灣邨           |
| 第7座            | 第四型徙置大廈   | 1967年           | 1999年           | 德榮建築         | 碧朗樓 碧綠樓            | 田灣邨           |

全邨樓宇均牽涉26座問題公屋醜聞，其中2座更是26座問題公屋之一，其混凝土強度未達高層單位20.7MPa或低層單位31MPa的標準，相關樓宇均已納入整體重建計劃下重建

## 設施

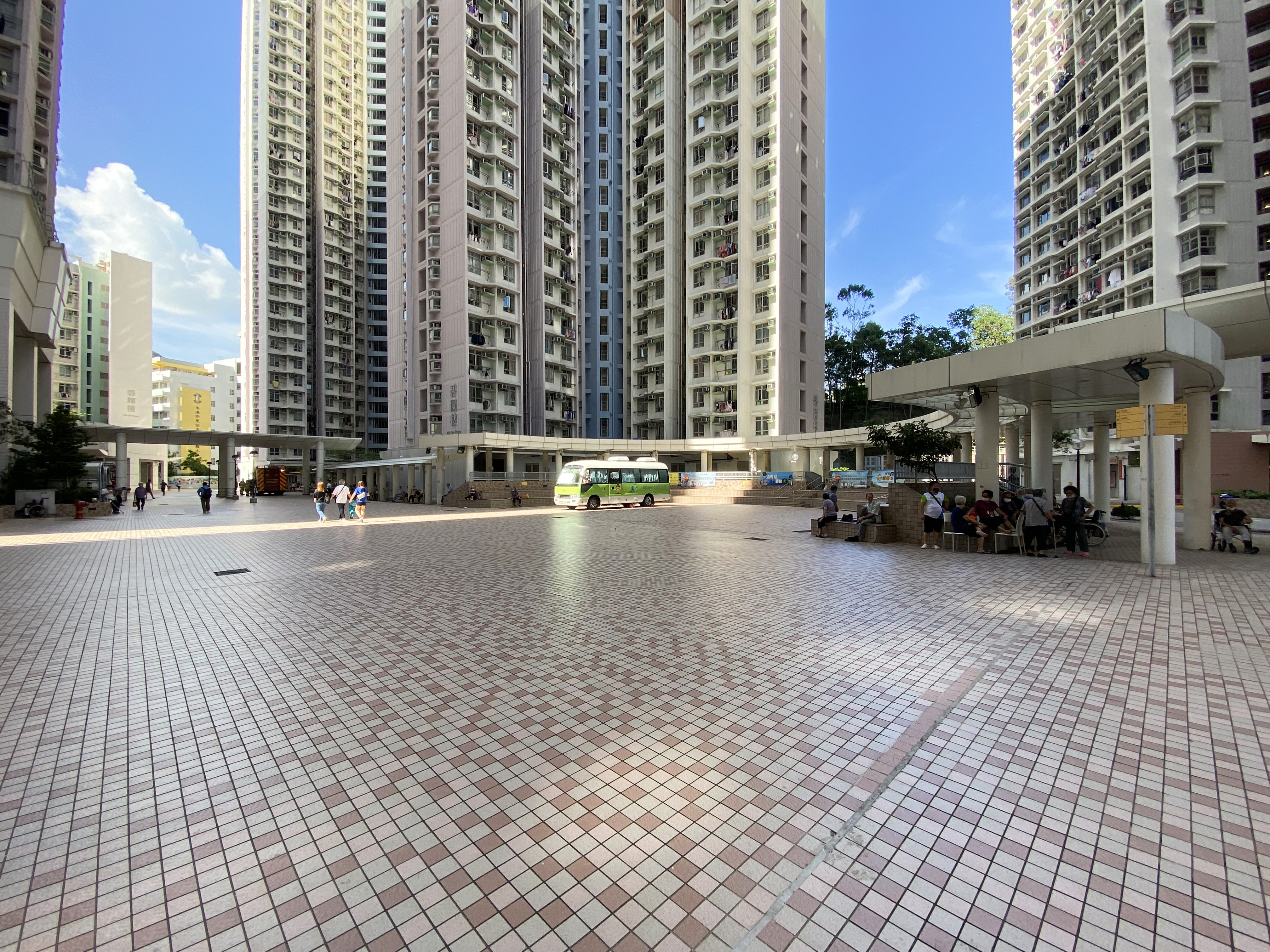
地面設有廣場

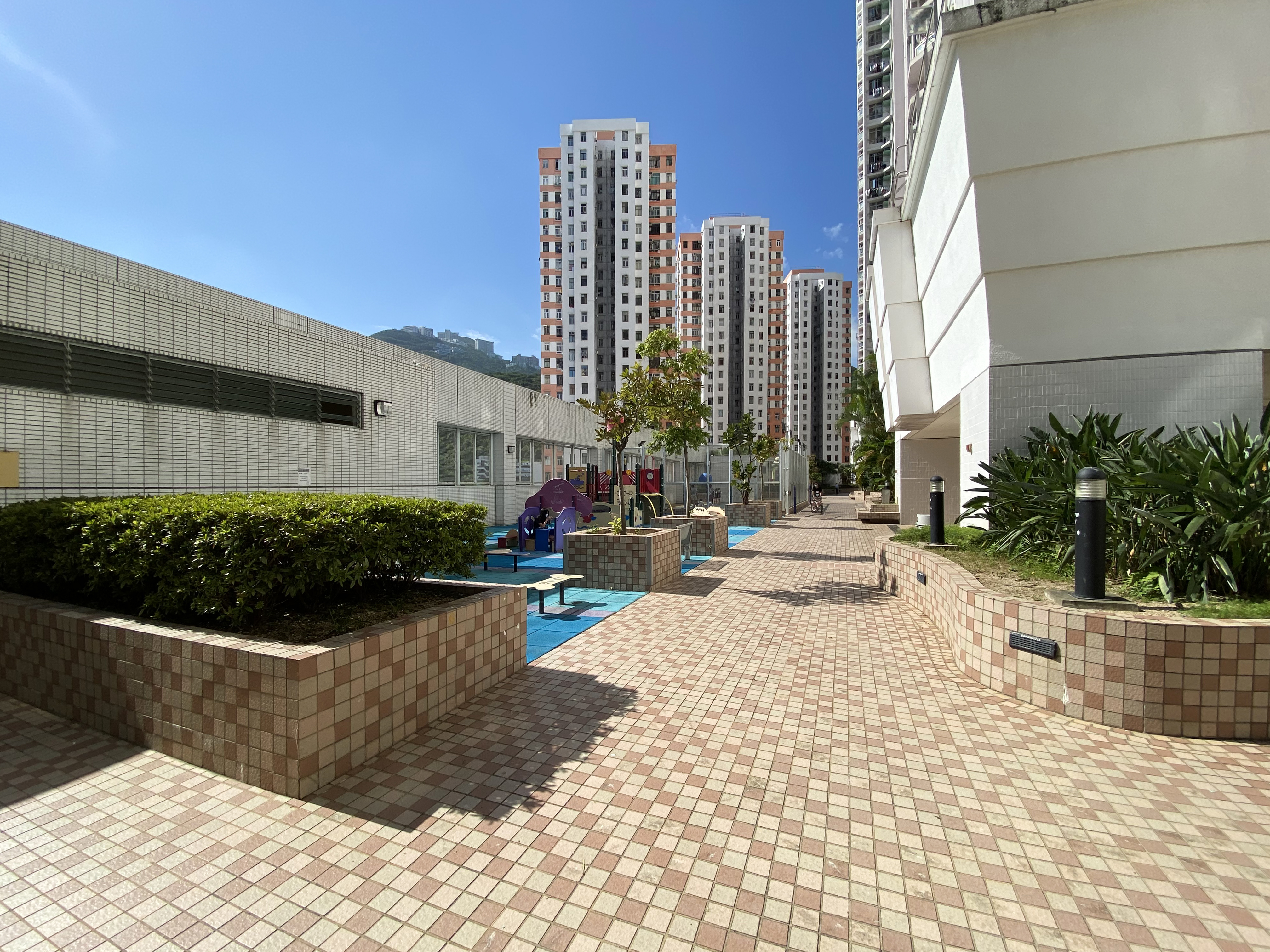
平台花園

屋邨休憩空間分為兩部分，地面設有廣場、羽毛球場、籃球場、洗手間和兒童遊樂場。而平台層設露天劇場、棋藝區、兒童遊樂場和網球場。而屋邨亦設有停車場。

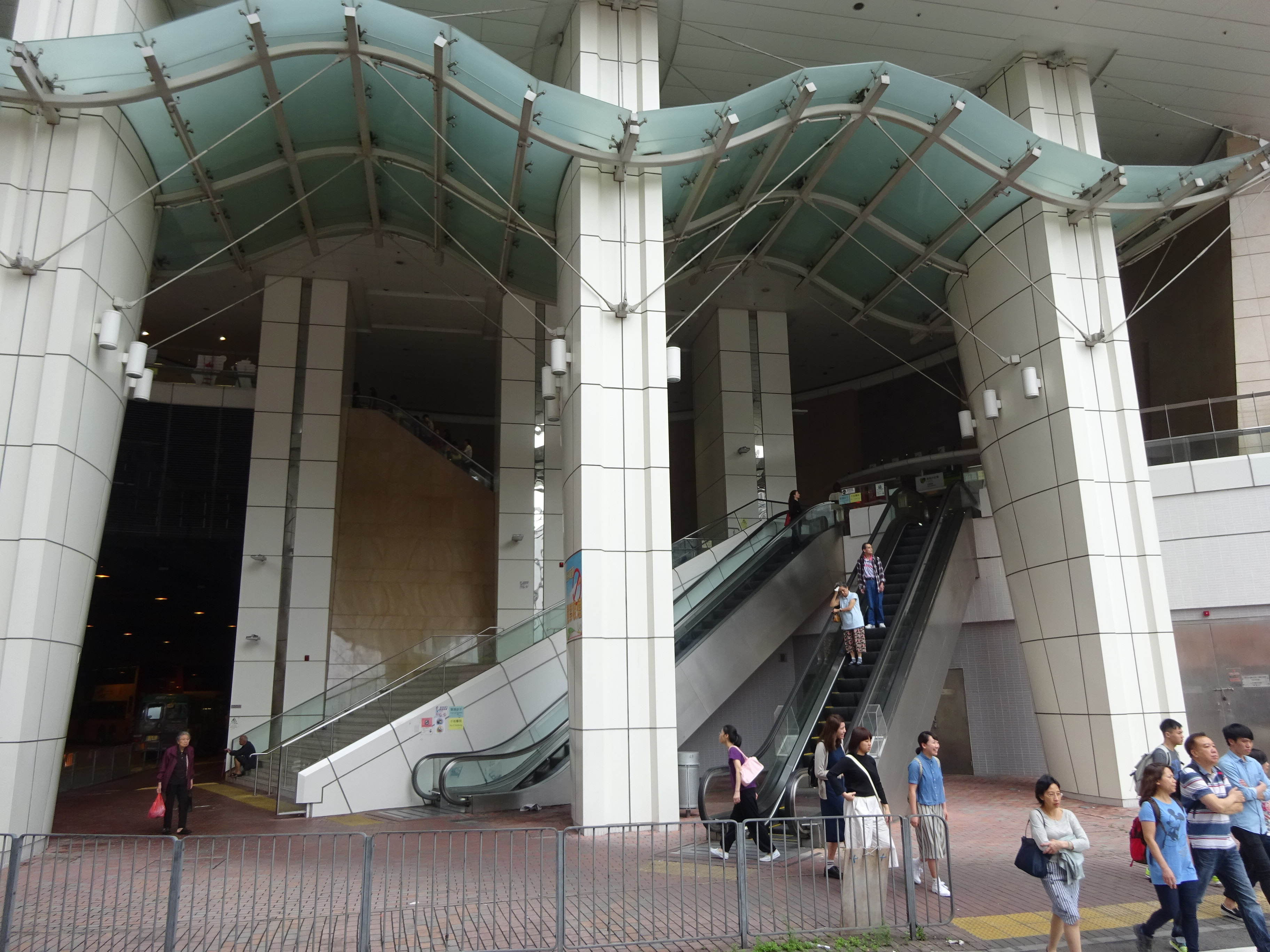
石排灣邨商場漁光道入口（2016年4月）
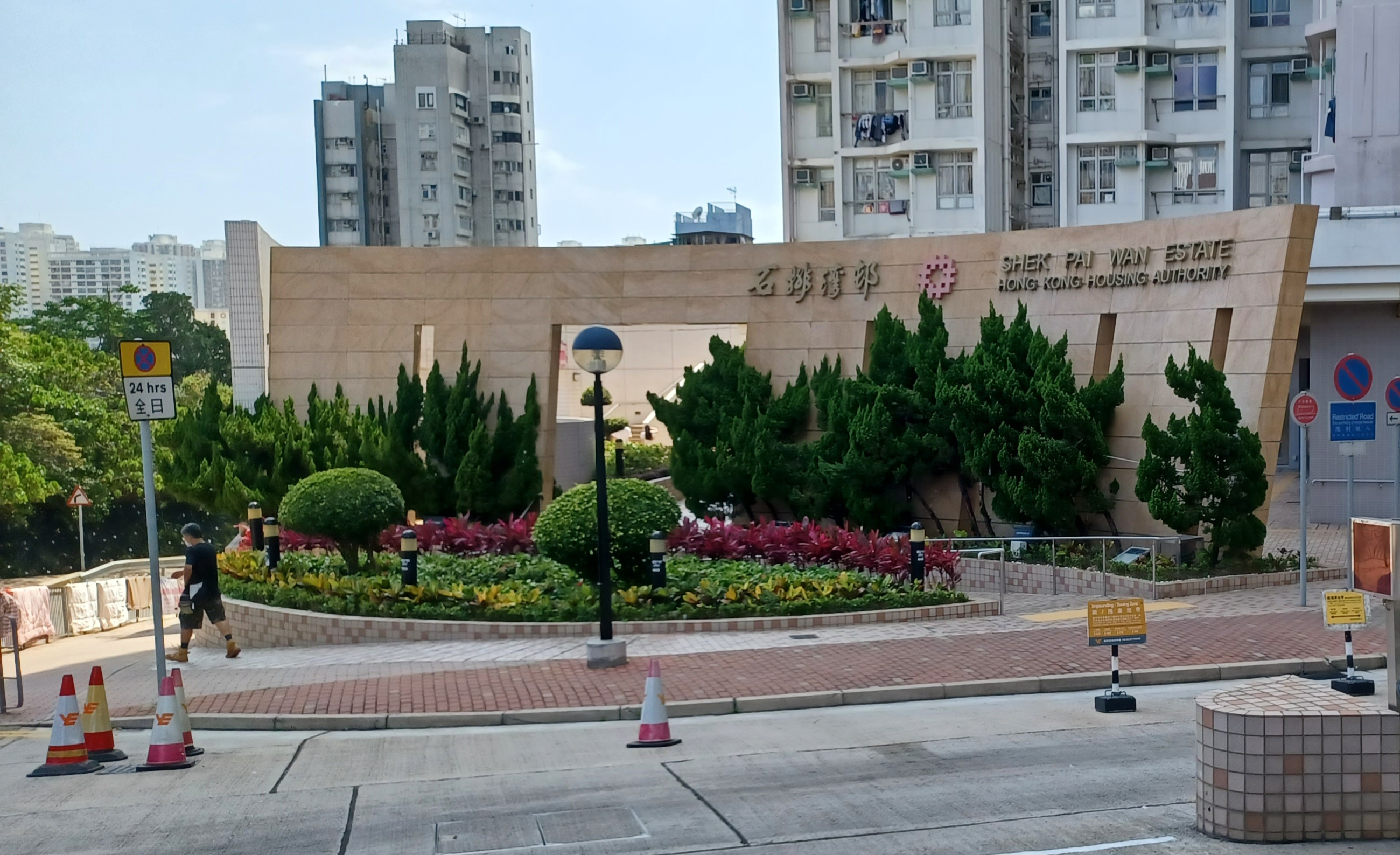
石排灣邨門牌
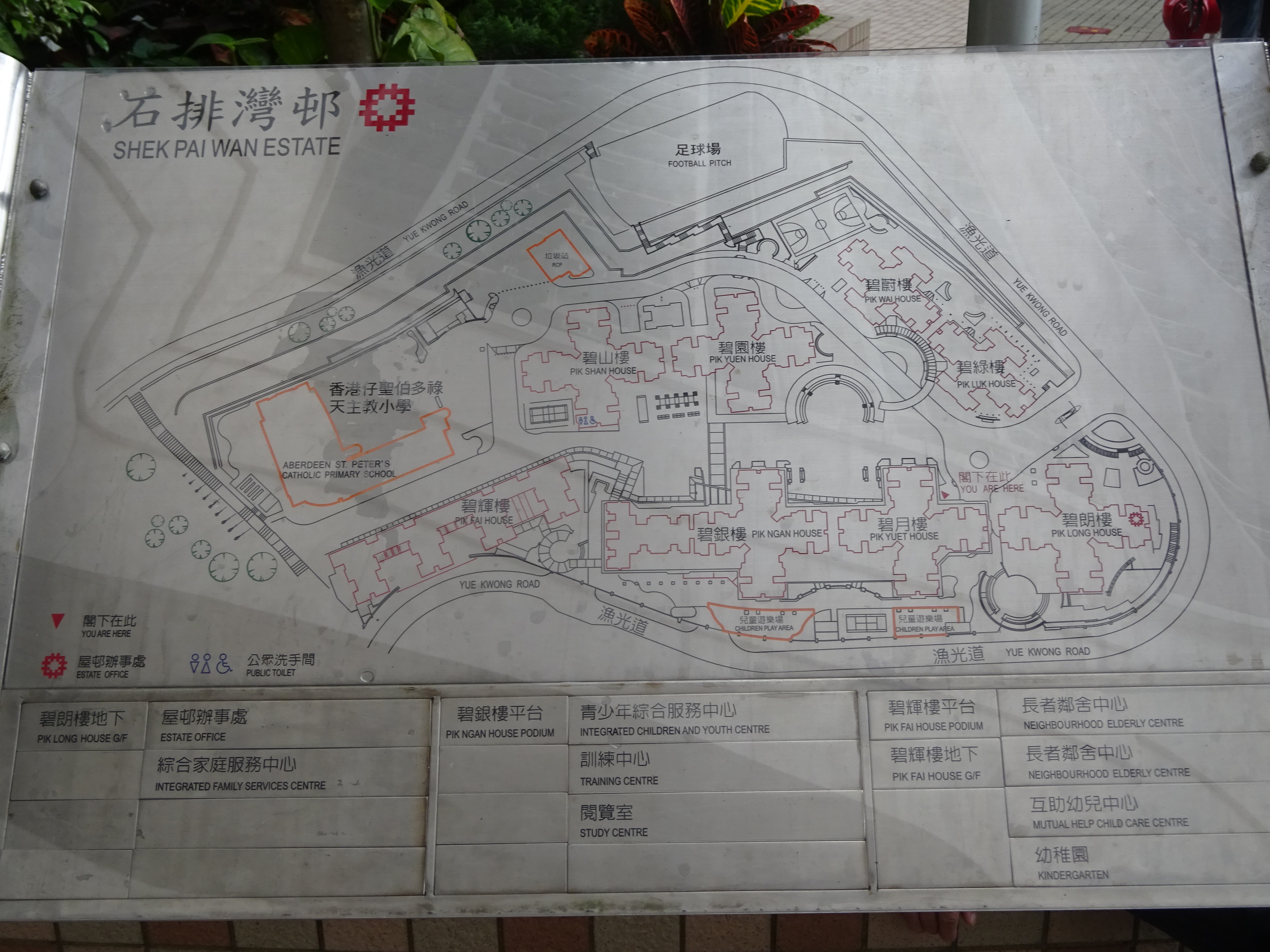
石排灣邨平面圖
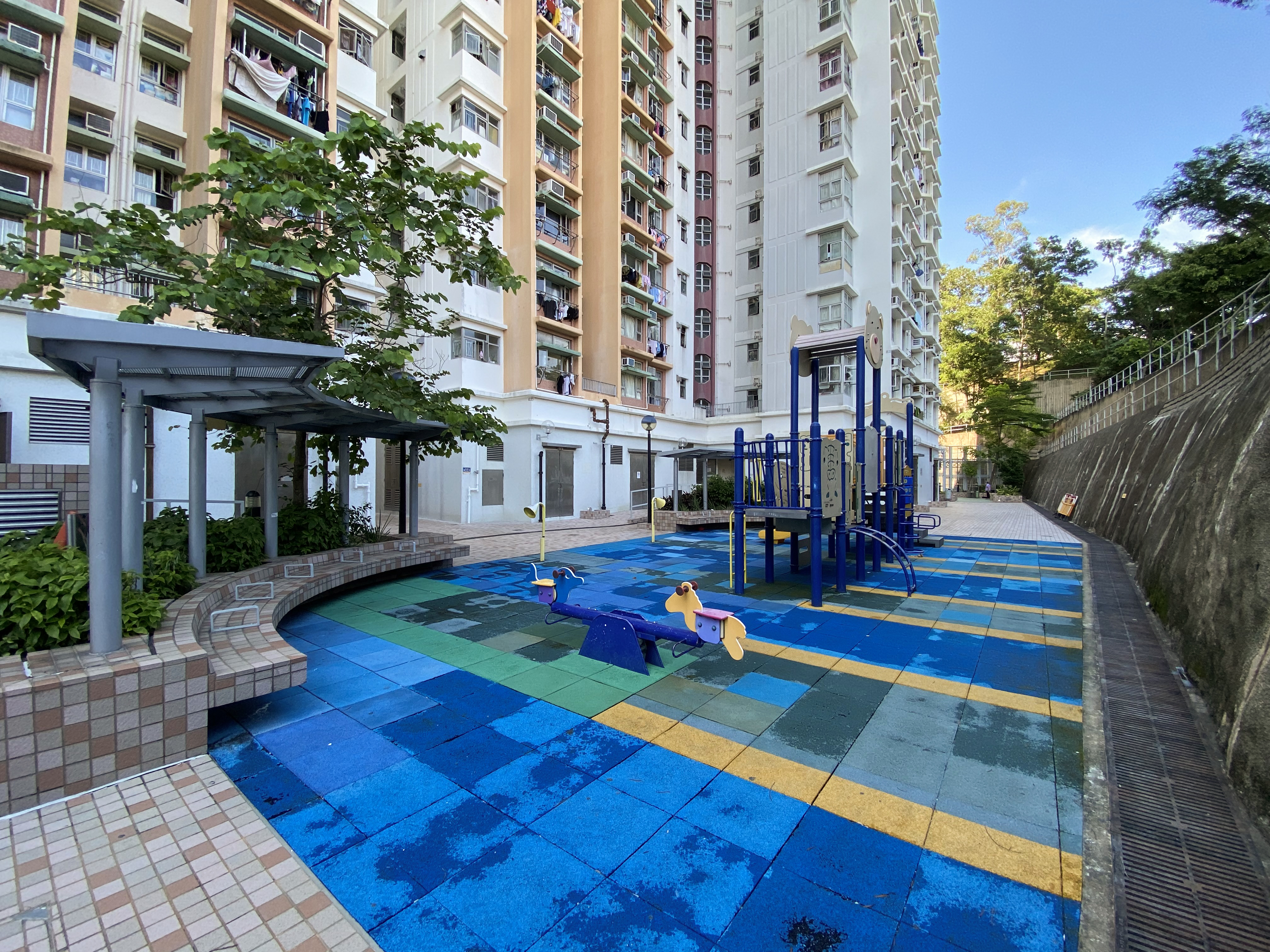
兒童遊樂場
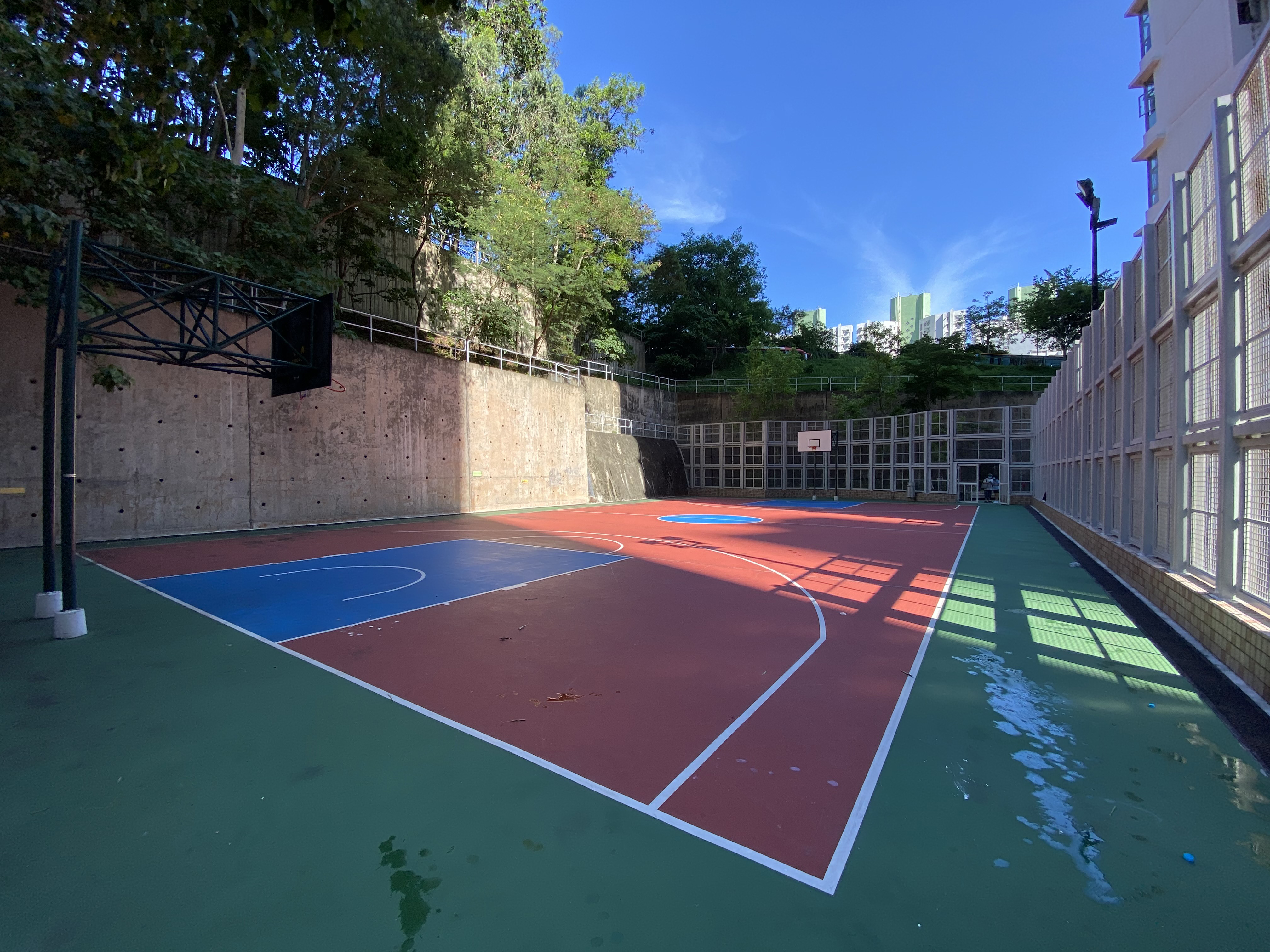
籃球場
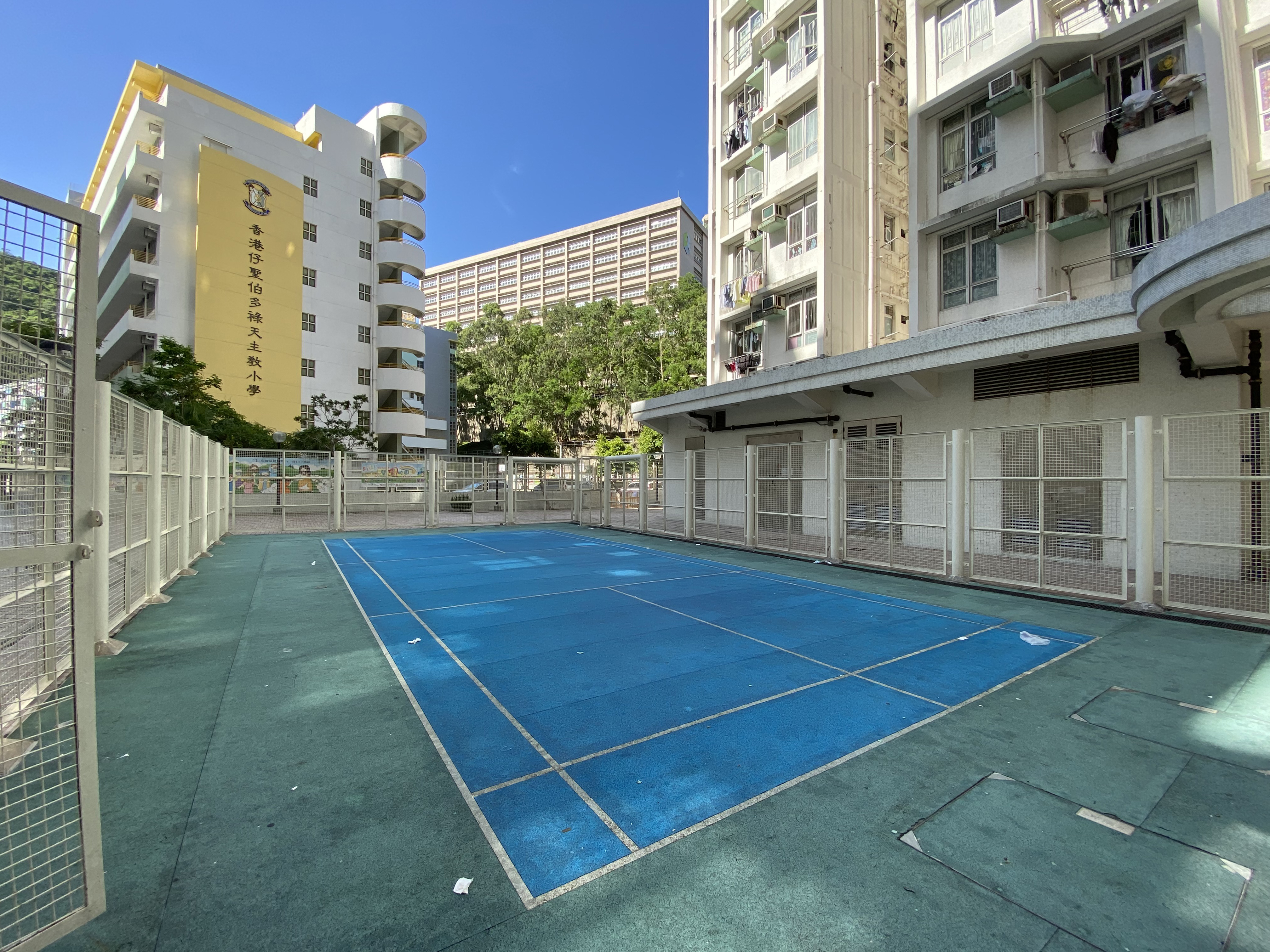
羽毛球場
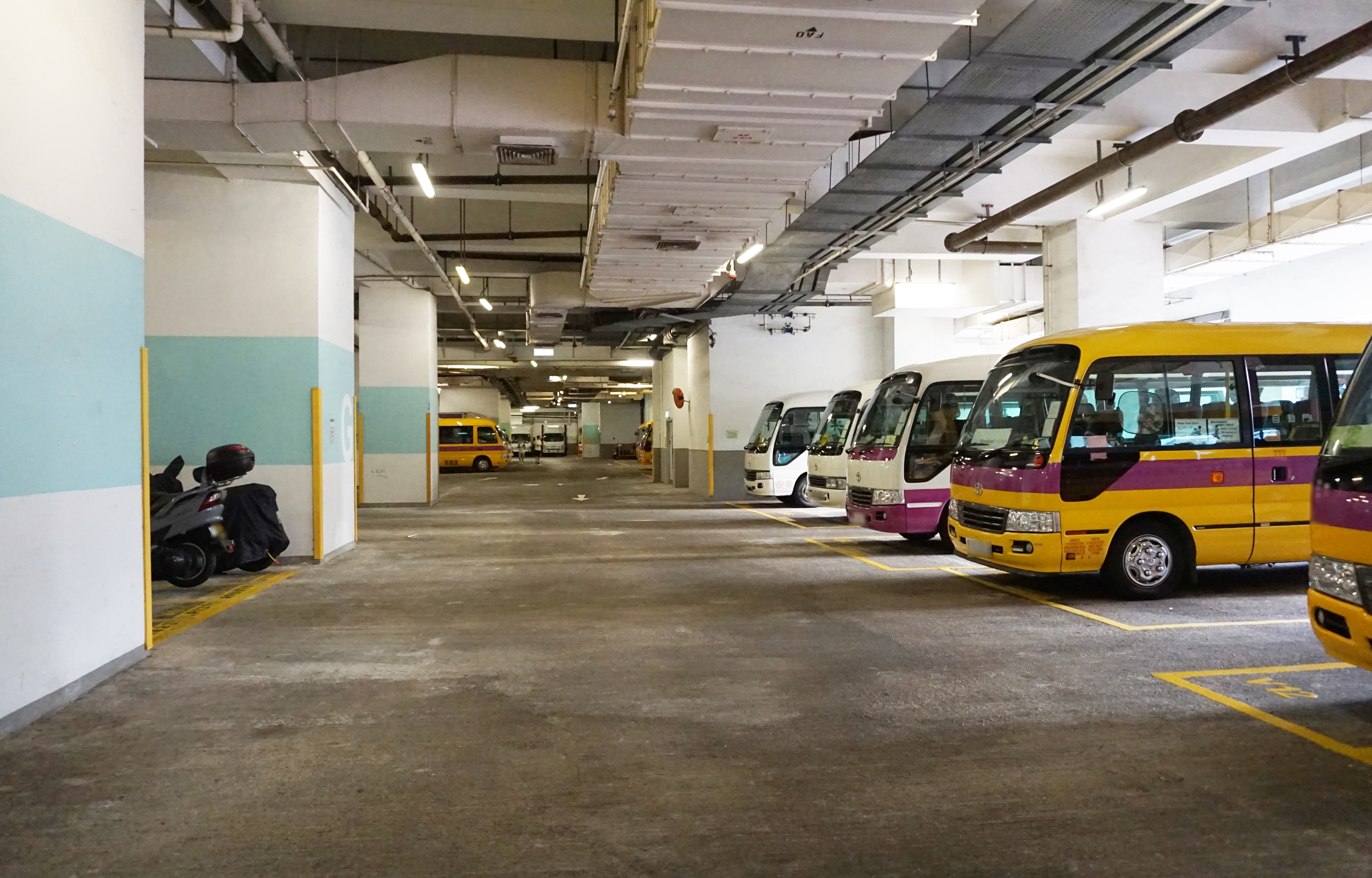
停車場

平台層圖片

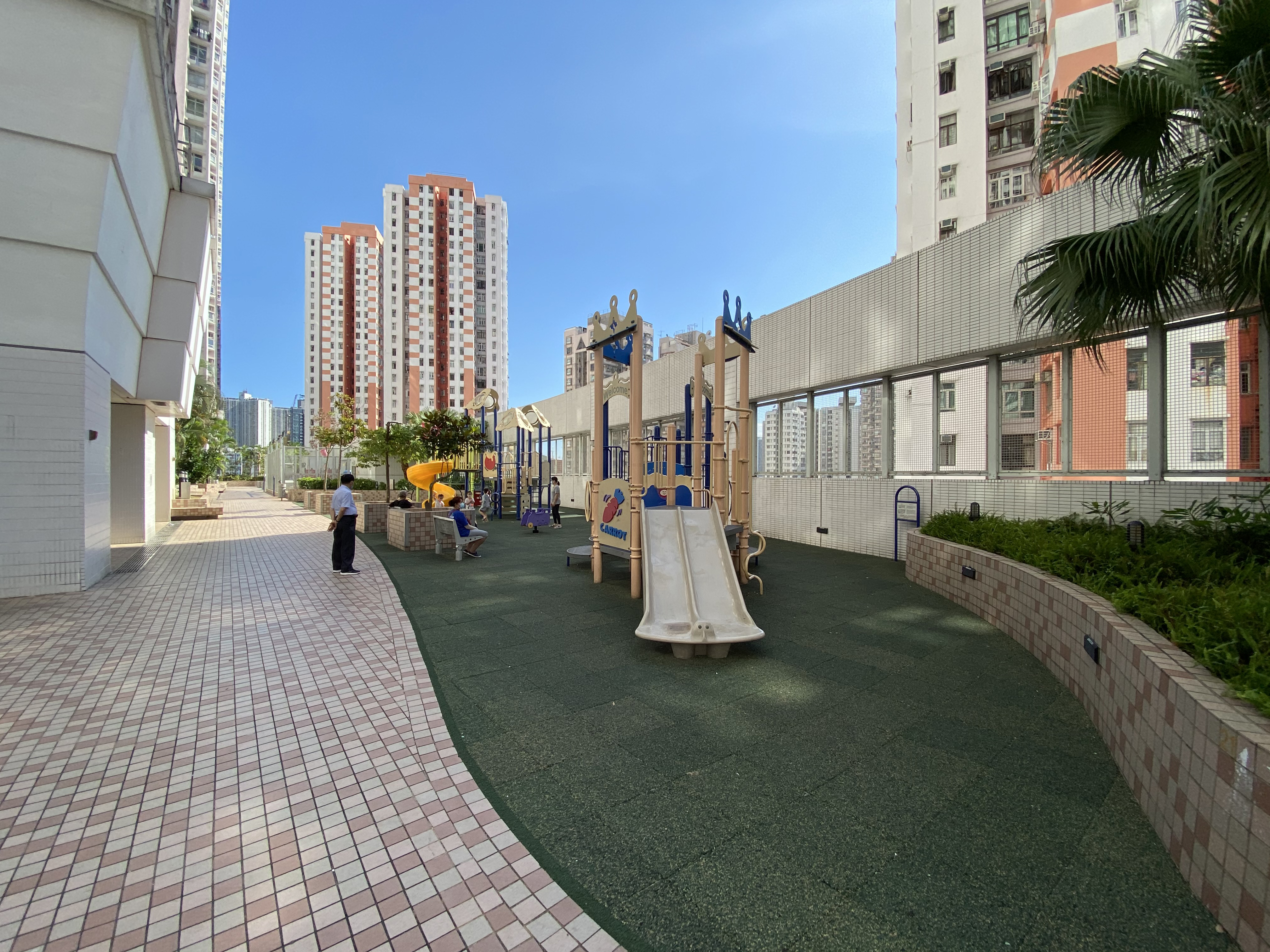
兒童遊樂場
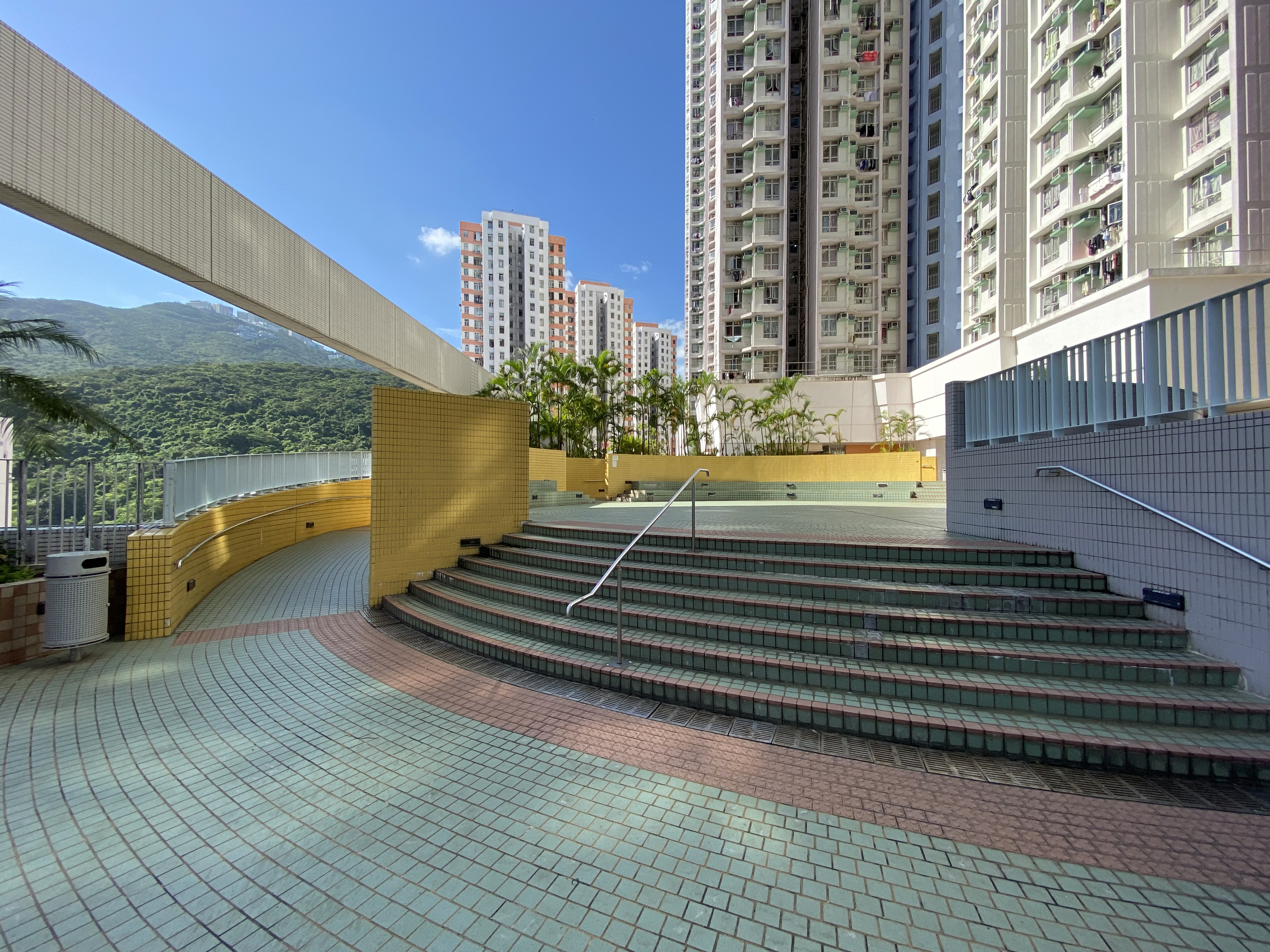
平台層露天劇場
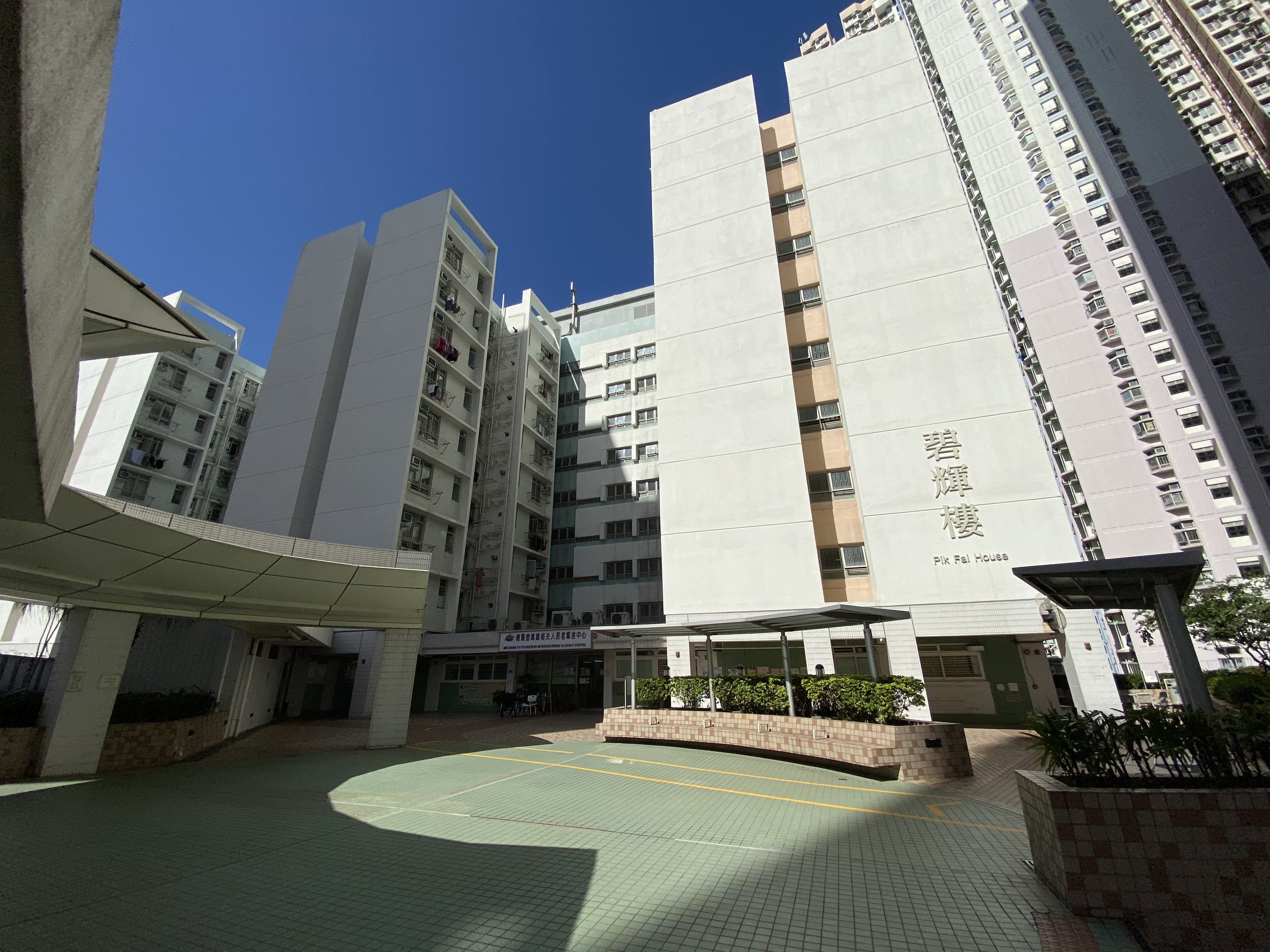
碧輝樓平台設禮賢會萬隸甫夫人長者鄰舍中心
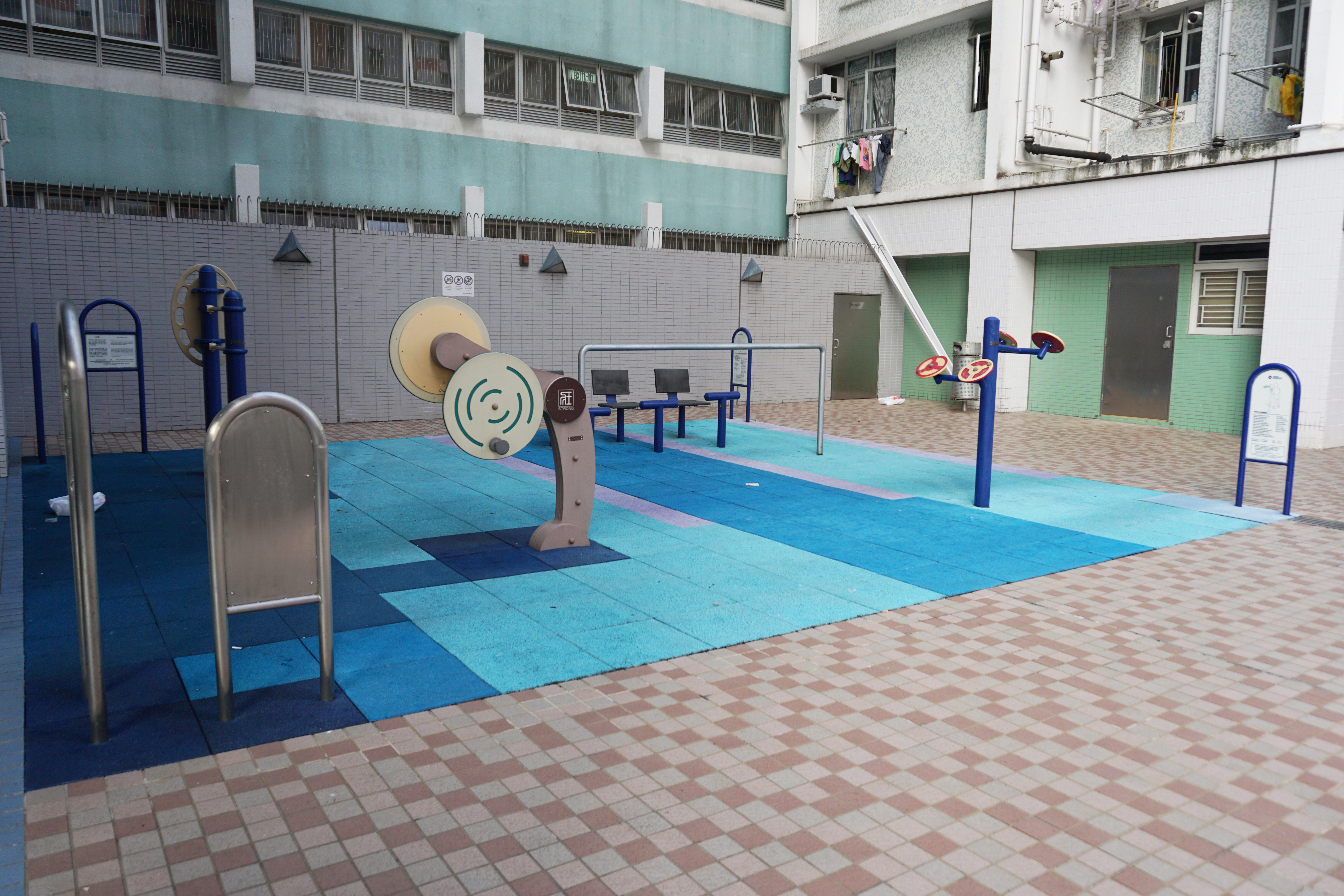
碧輝樓平台健體區
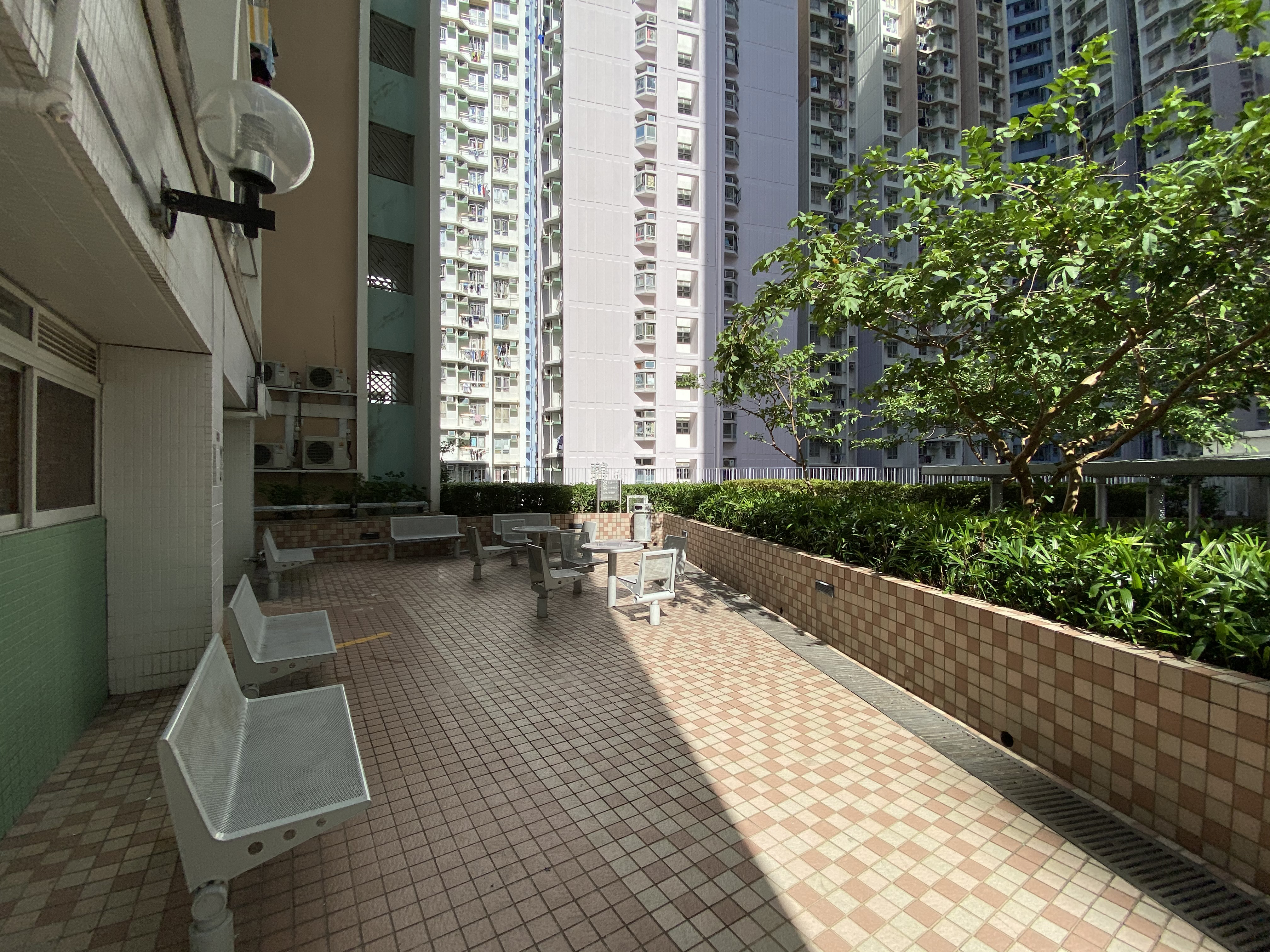
棋藝區

### 石排灣商場

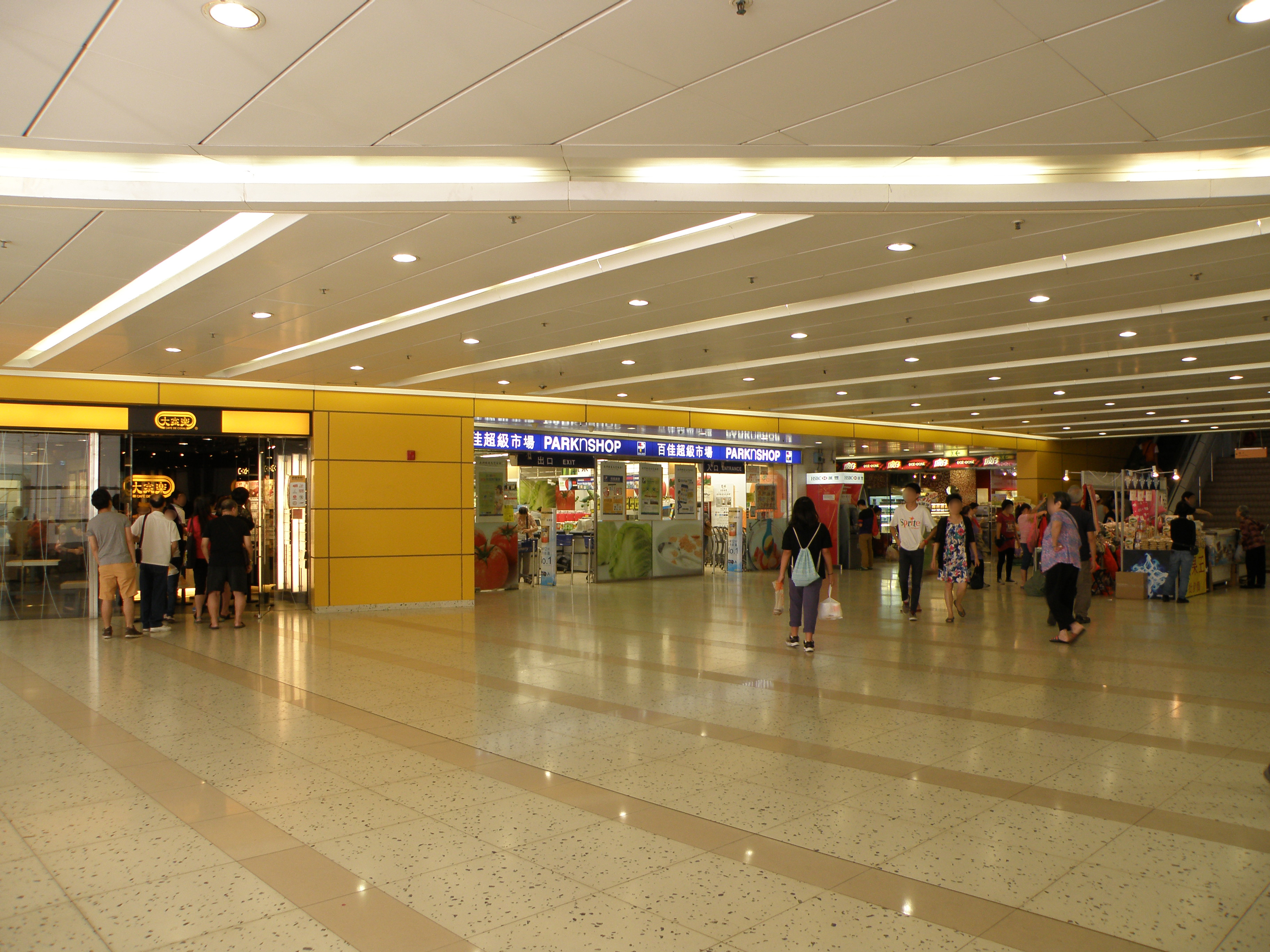
石排灣邨商場

石排灣商場設於地庫一層，商用面積約1,300平方米，主要租戶包括百佳超級市場、Circle K、聖安娜餅屋、補習中心、一間牙醫診所和自動櫃員機。餐廳為大家樂快餐店。LG2層設香港青年協會賽馬會Media 21媒體空間。而地面設石排灣邨公共運輸交匯處，有巴士總站、專線小巴站及的士站。租戶包括新生糕美和新生精神康復會石排灣綜合培訓中心。
石排灣商場在2023年未到2024年初更換標誌。

## 教育及福利設施

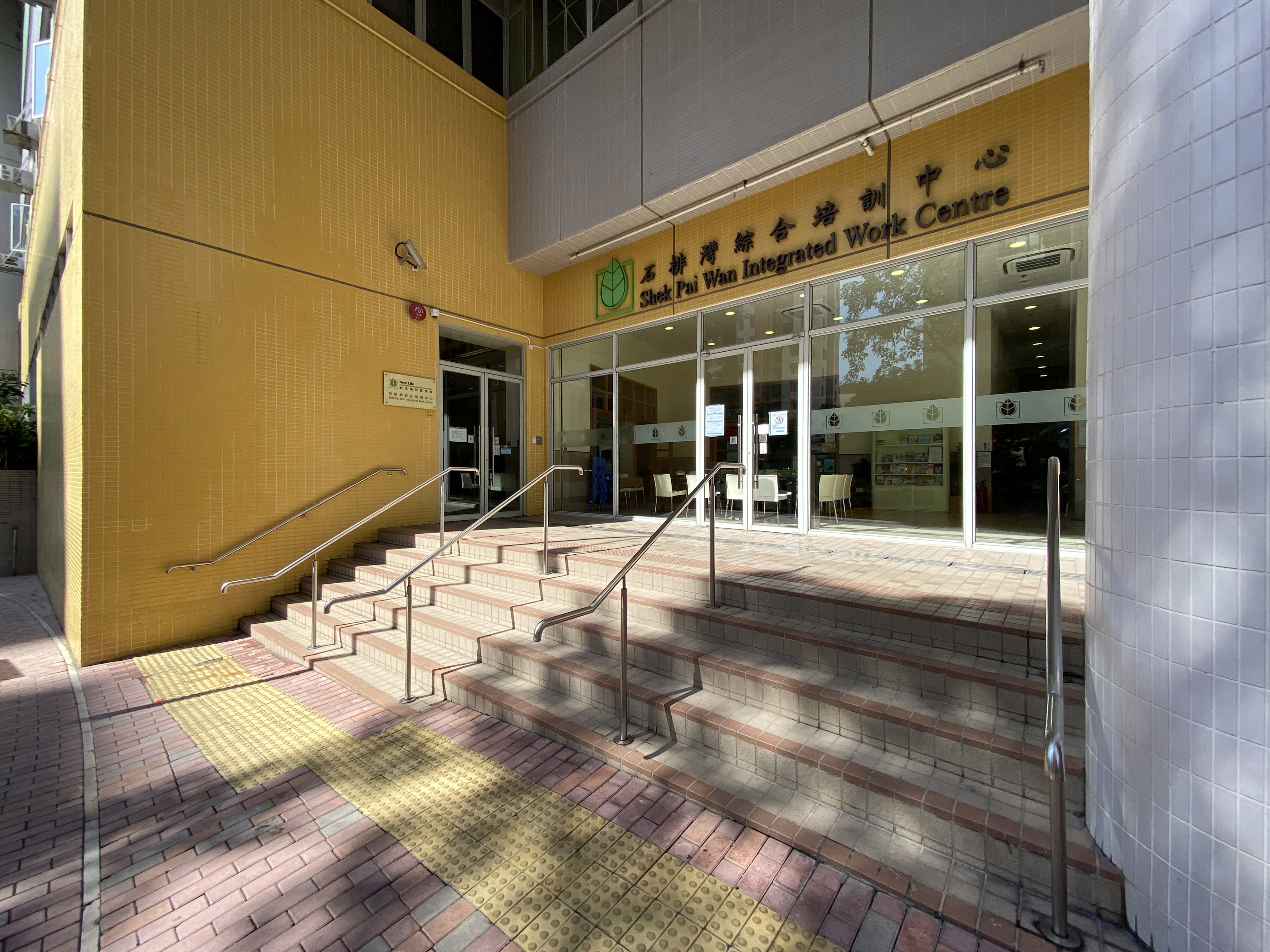
新生精神康復會石排灣綜合培訓中心

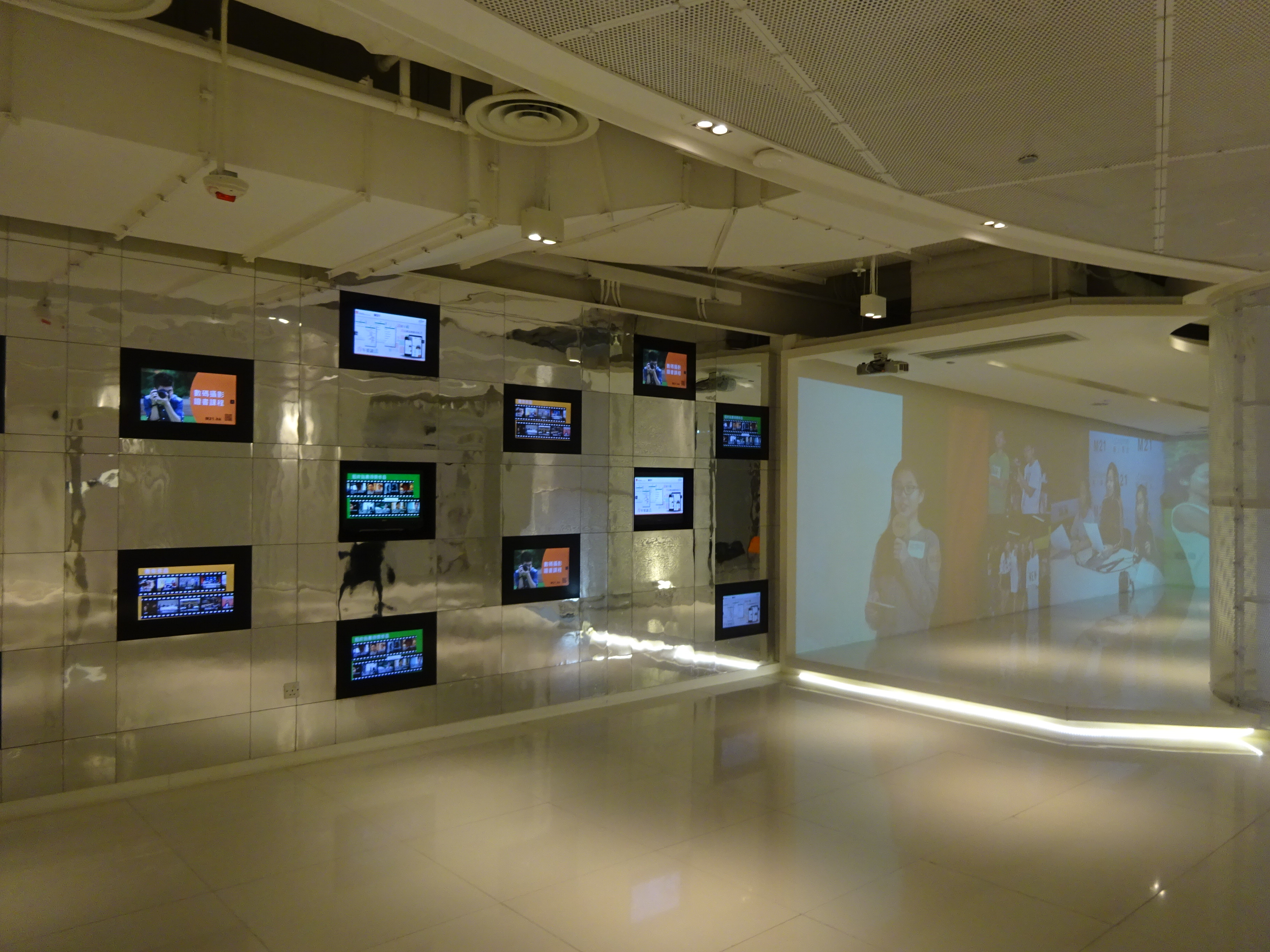
香港青年協會賽馬會Media 21媒體空間

### 幼稚園
- 天主教聖伯多祿幼稚園（1974年創辦）（位於碧輝樓地下3號）

### 小學
- 香港仔聖伯多祿天主教小學（1958年創辦，現址2005年建成）

已拆卸
- 石排灣聖伯多祿學校（與第四座相連，1968年創辦，1998年2月遷出，至2013年結束）
- 英皇書院同學會羅宗淦紀念小學（與第五座相連，1967年創辦，1997年遷出，至2001年結束）

### 綜合家庭服務中心
- 社會福利署香港仔綜合家庭服務中心（位於碧朗樓2號地下）

### 綜合青少年服務中心
- 香港仔坊會社會服務賽馬會綜合服務處（位於碧銀樓平台1號）

### 長者鄰舍中心
- 禮賢會萬隸甫夫人長者鄰舍中心（位於碧輝樓平台4室）

## 著名居民
- 林本利：著名經濟學家、專欄作家，早年居於此邨[10]。
- 蘇玉華：香港女藝人，早年居於舊邨第2座。

## 藝人演出活動
- 謝安琪
- 李丞責

## 事件
- 1968年6月4日，居住於鄰近木屋區的少女黎月英（18歲），在第3座跳樓自殺身亡[11]。
- 1975年4月25日，精神病少年張X財（16歲）突然發狂，於第3座地下電梯大堂、球場及第4座815室，先後隨機用螺絲批插傷三人，其中少年袁錦坤（14歲）被插死[12]。
- 1997年2月12日凌晨，第4座4樓某單位發生兇殺案，一名私下減少處方藥物份量達兩個月的精神病患者劉榮華（37歲）因拒絕接受其母親勸告服藥，加上受電視節目內的暴力鏡頭刺激，遂先將其母麥蘭（76歲）重擊至10條肋骨全斷及下顎粉碎，及後當其母致電女兒求救時，兇手更將其斬首，右手尾指亦被砍斷。當鄰居聽到呼救聲破門施救時，兇手將其母頭顱扔下樓，被發現時雙目瞪大，而單位內亦發現沒有頭顱的遺體。兇手在翌年2月被判無限期醫院令，但於入獄七個月後暴斃[13]。兇案現場現已重建為碧綠及碧蔚樓。
- 2005年7月，石排灣邨二期重建工程，連同同一公司承建之上水清河邨一及二期被揭發爛尾，事後房署於翌年2月17日宣佈終止有關合約，並需要將建築工程再行招標才能復工[14]。最後，此邨及清河邨的入伙日期亦因此由2006年，分別延至2007及2008年。由於此邨第二期為黃竹坑邨指定安置屋邨，故此事引起該邨居民不滿[15]。
- 2006年6月17日，碧銀樓30樓男戶主燒炭自殺身亡。
- 2013年3月27日早上，一名婦人於碧銀樓家中跳樓自殺，當場死亡。